# Перрі (округ, Кентуккі)
Шаблон:StateAbbr_ 37°14′ пн. ш. 83°14′ зх. д. / 37.24° пн. ш. 83.23° зх. д.
Округ Пе́ррі (англ. Perry County) — округ (графство) у штаті Кентуккі, США. Ідентифікатор округу 21193.

## Демографія
За даними перепису
2000 року
загальне населення округу становило 29390 осіб, зокрема міського населення було 6492, а сільського — 22898.
Серед мешканців округу чоловіків було 14290, а жінок — 15100. В окрузі було 11460 домогосподарств, 8493 родин, які мешкали в 12741 будинках.
Середній розмір родини становив 2,98.
Віковий розподіл населення поданий у таблиці:
| Стать    | До 15 років | 15-21 | 22-29 | 30-39 | 40-49 | 50-65 | 65-85 | Понад 85 |
| -------- | ----------- | ----- | ----- | ----- | ----- | ----- | ----- | -------- |
| Чоловіки | 2995        | 1496  | 1545  | 2195  | 2336  | 2431  | 1195  | 97       |
| Жінки    | 2789        | 1443  | 1586  | 2343  | 2466  | 2477  | 1757  | 239      |

## Суміжні округи
- Бретітт — північ
- Нотт — північний схід
- Летчер — південний схід
- Гарлан — південь
- Леслі — захід
- Клей — північний захід
- Ауслі — північний захід

## Виноски
1. ↑  U.S. Decennial Census. United States Census Bureau. Архів оригіналу за 2 серпня 2018. Процитовано 19 серпня 2014.
2. ↑  Historical Census Browser. University of Virginia Library. Архів оригіналу за 11 серпня 2012. Процитовано 19 серпня 2014.
3. ↑  Population of Counties by Decennial Census: 1900 to 1990. United States Census Bureau. Архів оригіналу за 13 жовтня 2014. Процитовано 19 серпня 2014.
4. ↑  Census 2000 PHC-T-4. Ranking Tables for Counties: 1990 and 2000 (PDF). United States Census Bureau. Архів оригіналу (PDF) за 18 грудня 2014. Процитовано 19 серпня 2014.
5. ↑  State & County QuickFacts. United States Census Bureau. Архів оригіналу за 7 червня 2011. Процитовано 6 березня 2014.(англ.) Наведено за англійською вікіпедією.
6. ↑  American FactFinder. Бюро перепису населення США. Архів оригіналу за 26 лютого 2012. Процитовано 31 січня 2008.

| США | Це незавершена стаття з географії США. Ви можете допомогти проєкту, виправивши або дописавши її. |